# Roger Ducret
Roger François Ducret, född 2 april 1888 i Paris, död 8 januari 1962 i Paris, var en fransk fäktare.
Ducret blev olympisk guldmedaljör i florett och värja vid sommarspelen 1924 i Paris.